# Nedre Ulvbergstjärnen
Nedre Ulvbergstjärnen är en sjö i Härjedalens kommun i Härjedalen och ingår i Ljusnans huvudavrinningsområde.